# Palæstil
Palæstil er betegnelsen for en kort dansk stilperiode ca. 1890-1910, hvor elementer fra rokoko og klassicisme blev sammensat især i facadedekorationer, der generelt havde et let relief. Brugen af sortglaserede tegltage, pudsede facader, attika, medaljoner, guirlander, karnapper, kvaderpuds på hjørner er karakteristisk. Ofte bruges mansardtage.
Andreas Clemmensen var en af de første, der praktiserede denne stil med sine beboelseshuse i Stockholmsgade, på Oslo Plads og villaer i Kristianiagade fra 1890'erne samt hovedbygningen på Statens Serum Institut. 
Andre arkitekter, der dyrkede stilen, var O.P. Momme & L.F. Olesen, H.C. Amberg, Carl Brummer, Bernhard Ingemann, Heinrich Hansen og L.P. Gudme m.fl. Stilen præger også mange københavnske etageejendomme tegnet af håndværksmestre. Den blev også populær i villakvartererne med de store villaer og landsteder langs Strandvejen og Øresundskysten nord for København.
Palæstil bruges til tider synonymt med den engelsk-inspirerede nybarok, men nybarokkens udøvere prioriterede ofte – i lighed med nationalromantikken – blankmur i rød tegl og stærkere klump- og massevirkninger. Palæstilens elegante elementer var i højere grad hentet fra Frankrig.